# Hermann Schreiber (Physiker)
Hermann Schreiber (* 3. April 1932 in Tübingen; † 21. Oktober 2023 in Stuttgart) war ein deutscher Physiker und Hochschullehrer an der Universität Hohenheim (UH).

## Leben und Wirken
Schreiber erhielt sein Abitur in Tübingen 1951. Nach seinem Studium der Physik und Mathematik an der Eberhard Karls Universität Tübingen und der Georg-August-Universität Göttingen erwarb er das  Diplom in Physik, Universität Tübingen 1958. Danach wurde er Verwalter der Dienstgeschäfte eines wissenschaftlichen Assistenten, Institut für Physik und Meteorologie Landwirtschaftlichen Hochschule Hohenheim und promovierte zum Dr. rer. nat., an der Universität Tübingen 1965. Er wurde akademischer Rat bzw. Oberrat an der UH mit Habilitation für das Lehrgebiet Physik 1977. Im Jahr 1980 wurde Schreiber Professor für Physik und Bevollmächtigter für Strahlenschutz der UH bis zu seiner Pensionierung 1998.
Seine Hauptforschungsgebiete waren die natürliche und künstliche Radioaktivität, die physikalische Analytik, Aerosolphysik, Biophysik, Experimentalphysik, Theoretische Physik (Thermodynamik), Biophysik sowie die Anwendung radioaktiver Isotope in Zusammenarbeit mit dem Karlsruher Institut für Technologie.

## Publikationen (Auswahl)
- Polonium-210 in der Atmosphäre. UH, Habilitationsschrift 1976
- 25 Jahre Luftstaubuntersuchungen, 40 Jahre Radioaktivitätsmessungen. St. Jo hann 1998
- Arbeiten des Projekts Europäisches Forschungszentrum für Maßnahmen zur Luftreinhaltung. Bände 20, 56, 87, 110